# Sloužit a chránit
Sloužit a chránit (v anglickém originále To Serve and Protect) je americký dvoudílný televizní kriminální film z roku 1999, který natočil Jean de Segonzac podle scénáře Vincenta Patricka. Premiérově byl odvysílán na stanici NBC 14. února 1999. V Česku byl poprvé uveden na TV Nova ve dnech 21. a 28. května 2002.

## Příběh
Dallaský detektiv Tom Carr vyšetřuje smrt ženy a dostane se na stopu sériového vraha, který se nebojí zabít ani soudce. V pátrání mu pomáhají i další dva policisté a zároveň příbuzní – otec Howard a sebevědomá a nezávislá dcera Tyler, se kterou se ovšem Tom před několika lety odcizil, když trval na tom, aby se vzdala dítěte, které měla jako svobodná matka. Rodina ale tyto neshody musí překonat a vypátrat nebezpečného zločince, zvláště poté, co vrah získá rukojmí.

## Obsazení
- Craig T. Nelson jako detektiv Tom Carr
- Richard Crenna jako Howard Carr
- John Corbett jako Brad
- Joanna Cassidy jako Helen Carrová
- James Franco jako Matt Carr
- Lainie Kazan jako Francesca
- Charles Homet jako Eugene Carr
- Jamie Walters jako Jeremy
- Kirk Baltz jako Donald
- Amanda Detmer jako Tyler Harrisová-Carrová
- Alex Morris jako náčelník Dekker
- Marcus Mitchell jako Keith
- Rainoldo Gooding jako Keithův společník
- Cynthia Dorn jako doktorka Zimmermanová